# Filippo d'Angiò (1300-1331)
Filippo d'Angiò (1300 – giugno 1331) è stato un nobile angioino, secondo figlio del principe Filippo I di Taranto e di Thamar Angelina Comnena Ducena.

## Biografia
Suo fratello maggiore, Carlo, morì nel 1315, e Filippo lo sostituì nel ruolo di legittimo erede di loro padre. Il 19 aprile 1319, il principe di Taranto gli concesse il titolo di Despota della Romania, che in realtà corrispondeva al dominio su una piccola parte dell'Albania. Nel maggio 1321 Filippo fu fidanzato con Beatrice, figlia del futuro duca Luigi I di Borbone. La ragazza portava in dote i 40.000 livree tournois, che nel 1320, Oddone IV di Borgogna aveva accettato, dopo aver protestato a lungo, in cambio della concessione propri diritti sull'Acaia e Tessalonica al francese, ma Filippo, finanziato dal re di Francia, ricomprò la titolatura di questi territori per la stessa somma nel 1321. Alcune fonti indicano anche un precedente matrimonio con una figlia di Sancio I di Maiorca e Maria d'Angiò .                                                 
Ma nonostante questo il fidanzamento con Beatrice fu annullato nel 1329, quando Filippo sposò Violante, figlia del re Giacomo II d'Aragona. Nel 1328, il padre di Filippo decise, nonostante le notevoli difficoltà, di inviare una flotta alla conquista del Despotato d'Epiro. L'esercito partì però solo nel 1329. Il giovane Filippo navigò fino a Lepanto, ma alla vigilia dello sbarco morì. Violante d'Aragona, sua vedova, trapassò nel 1353.

## Ascendenza
|                                |                  |                       | Genitori                           |  |  | Nonni |  |  | Bisnonni        |  |  | Trisnonni             |  |
|                                |                  |                       |                                    |  |  |       |  |  | Carlo I d'Angiò |  |  | Luigi VIII di Francia |  |
|                                |                  |                       |                                    |  |  |       |  |  | Carlo I d'Angiò |  |  | Luigi VIII di Francia |  |
|                                |                  | Bianca di Castiglia   |                                    |  |  |       |  |  | Carlo I d'Angiò |  |  |                       |  |
| Carlo II di Napoli             |                  |                       |                                    |  |  |       |  |  | Carlo I d'Angiò |  |  |                       |  |
|                                |                  | Beatrice di Provenza  | Raimondo Berengario IV di Provenza |  |  |       |  |  |                 |  |  |                       |  |
|                                |                  | Beatrice di Provenza  | Raimondo Berengario IV di Provenza |  |  |       |  |  |                 |  |  |                       |  |
|                                |                  | Beatrice di Provenza  | Beatrice di Savoia                 |  |  |       |  |  |                 |  |  |                       |  |
| Filippo I d'Angiò              |                  | Beatrice di Provenza  |                                    |  |  |       |  |  |                 |  |  |                       |  |
|                                |                  | Stefano V d'Ungheria  | Béla IV d'Ungheria                 |  |  |       |  |  |                 |  |  |                       |  |
|                                |                  | Stefano V d'Ungheria  | Béla IV d'Ungheria                 |  |  |       |  |  |                 |  |  |                       |  |
|                                |                  | Stefano V d'Ungheria  | Maria Lascaris di Nicea            |  |  |       |  |  |                 |  |  |                       |  |
| Maria d'Ungheria               |                  | Stefano V d'Ungheria  |                                    |  |  |       |  |  |                 |  |  |                       |  |
|                                |                  | Elisabetta dei Cumani | Köten dei Cumani                   |  |  |       |  |  |                 |  |  |                       |  |
|                                |                  | Elisabetta dei Cumani | Köten dei Cumani                   |  |  |       |  |  |                 |  |  |                       |  |
|                                |                  | Elisabetta dei Cumani | Halitsch                           |  |  |       |  |  |                 |  |  |                       |  |
| Filippo d'Angiò                |                  | Elisabetta dei Cumani |                                    |  |  |       |  |  |                 |  |  |                       |  |
|                                | Michele II Ducas | Michele I d'Epiro     |                                    |  |  |       |  |  |                 |  |  |                       |  |
|                                | Michele II Ducas | Michele I d'Epiro     |                                    |  |  |       |  |  |                 |  |  |                       |  |
|                                | Michele II Ducas | Melissena             |                                    |  |  |       |  |  |                 |  |  |                       |  |
| Niceforo I d'Epiro             | Michele II Ducas |                       |                                    |  |  |       |  |  |                 |  |  |                       |  |
|                                |                  | Teodora di Arta       | Giovanni Petralife                 |  |  |       |  |  |                 |  |  |                       |  |
|                                |                  | Teodora di Arta       | Giovanni Petralife                 |  |  |       |  |  |                 |  |  |                       |  |
|                                |                  | Teodora di Arta       | Elena                              |  |  |       |  |  |                 |  |  |                       |  |
| Thamar Angelina Comnena Ducena |                  | Teodora di Arta       |                                    |  |  |       |  |  |                 |  |  |                       |  |
|                                |                  | …                     | …                                  |  |  |       |  |  |                 |  |  |                       |  |
|                                |                  | …                     | …                                  |  |  |       |  |  |                 |  |  |                       |  |
|                                |                  | …                     | …                                  |  |  |       |  |  |                 |  |  |                       |  |
| Anna Cantacuzena               |                  | …                     |                                    |  |  |       |  |  |                 |  |  |                       |  |
|                                |                  | …                     | …                                  |  |  |       |  |  |                 |  |  |                       |  |
|                                |                  | …                     | …                                  |  |  |       |  |  |                 |  |  |                       |  |
|                                |                  | …                     | …                                  |  |  |       |  |  |                 |  |  |                       |  |
|                                |                  | …                     |                                    |  |  |       |  |  |                 |  |  |                       |  |